# Hermann Gemmel
Pour les articles homonymes, voir Gemmel.
Hermann Johann Ernst Gemmel, né le 28 novembre 1813 à Barten (province de Prusse-Orientale) et mort le 22 mars 1868 à Königsberg, est un architecte et peintre prussien qui fut professeur à l'académie des arts de Königsberg.

## Biographie

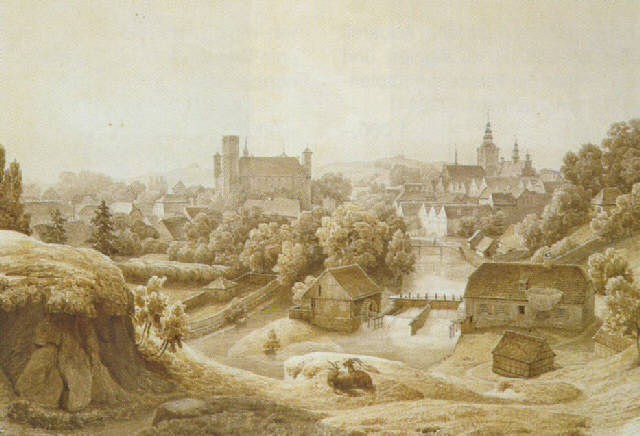
Paysage de ville au bord d'une rivière (1853)

Gemmel étudie à Königsberg et termine ses études de géomètre, et à 23 ans entre à l'académie d'architecture de Berlin. Il y suit les cours de dessin d'Hans Hertig, et aussi ceux de Karl Eduard Biermann, Franz Krüger et Wilhelm Schirmer. Il fait ses débuts en exposant à l'académie en 1865 un tableau intitulé Farberei am Schafgraben, après quoi il lui est proposé de présenter ses croquis de la Berliner Dom, mais ils ne sont finalement pas pris en considération.
Gemmel retourne vivre à Königsberg en 1845, où il devient professeur à l'académie. Gemmel expose à Brême en 1854. Il voyage en Italie du printemps 1854 à l'automne 1855, en s'arrêtant quelques semaines à Rome et à Venise. Il prend part dans la cité des Doges à la mise en forme de la chapelle du cardinal Zeno. Il reprend ses cours à son retour, ajoutant les cours d'architecture, de perspective, et d'histoire de l'art.
Il meurt à l'âge de cinquante-quatre ans.
Gemmel thématise surtout dans son œuvre des compositions architecturales rappelant l'Italie ou la Prusse-Orientale. Il réalise aussi des bâtiments pour le domaine seigneurial de Klein Beynuhnen (de) en Petite Lituanie.

## Quelques œuvres

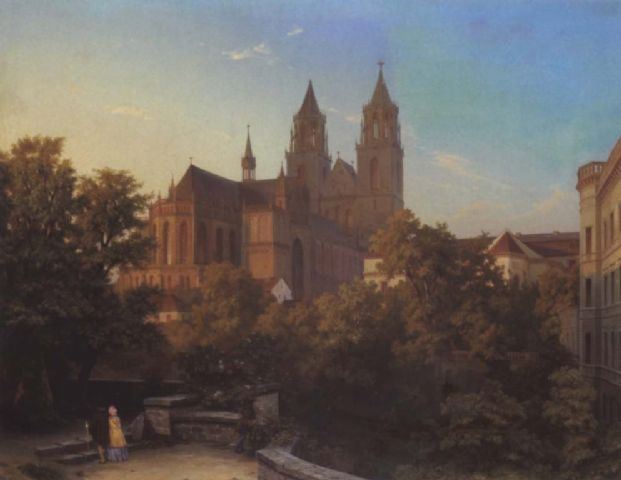
Vue de la cathédrale de Magdebourg (1844)

- Vue de la cathédrale de Magdebourg (1844)
- Paysage de ville au bord d'une rivière (1853)
- Salle dans un château médiéval
- Le Baptistère de la basilique Saint-Marc à Venise
- Chapelle du cardinal Zeno

## Source
- (de) Cet article est partiellement ou en totalité issu de l’article de Wikipédia en allemand intitulé « Hermann Gemmel » (voir la liste des auteurs).